# 宇城広域連合
宇城広域連合（うきこういきれんごう、英：Uki wide area union confederation）は、熊本県の中央に位置する広域連合である。1998年2月1日に全国で8番目、熊本県内では最初の特別地方公共団体として発足した。
主に介護保険認定事業やふるさと市町村圏基金事業等を行っていたが、2007年4月より宇城広域消防衛生施設組合、宇土・富合清掃センター組合、宇城広域清掃施設組合、宇城広域火葬場組合及び下益城火葬場組合の5つの一部事務組合を統合し、常備消防、ごみ処理及び火葬の業務を行うこととなった。

## 構成自治体

### 変遷
- 1998年2月1日 - 宇土市・宇土郡三角町・宇土郡不知火町・下益城郡松橋町・下益城郡小川町・下益城郡豊野町・下益城郡富合町・下益城郡城南町・下益城郡中央町・下益城郡砥用町の1市9町で発足。
- 2004年11月1日 - 中央町と砥用町が合併して美里町となる。
- 2005年1月15日 - 三角町・不知火町・松橋町・小川町・豊野町が合併して宇城市となる。
- 2008年10月6日 - 富合町が熊本市と合併。新熊本市が加入。
- 2010年3月23日 - 城南町が熊本市と合併。
- 2014年3月31日 - 熊本市が脱退。

### 現在
- 宇土市
- 宇城市
- 下益城郡美里町

## 隣接している自治体
- 熊本市
- 八代市
- 上天草市
- 氷川町（八代郡）
- 甲佐町（上益城郡）
- 山都町（上益城郡）

## 行政
- 広域連合長：守田　憲史（宇城市長）
- 副広域連合長：元松　茂樹（宇土市長）
- 副広域連合長：上田　泰弘（美里町長）

## 常備消防事務
以下の情報は2020年4月1日現在。

### 組織図
- 消防本部
  - 総務課
  - 予防課
  - 警防課
  - 通信指令課
  - 第1指揮課
  - 第2指揮課
- 消防署（両消防署とも共通）
  - 消防1課
  - 消防2課
  - 分署

### 消防署
| 消防署                                                | 住所                   | 分署                                                                                        |
| ----------------------------------------------------- | ---------------------- | ------------------------------------------------------------------------------------------- |
| 北消防署 （消防本部と兼用） ※組合時代は「宇城消防署」 | 宇土市境目町427        | - 美里：下益城郡美里町大窪837-5 - 網田：宇土市上網田町3651-1                                |
| 南消防署 ※組合時代は「中分署」                        | 宇城市松橋町豊崎1547-1 | - 三角：宇城市三角町中村102-3 - 豊野：宇城市豊野町山崎385-1 - 小川：宇城市小川町南部田130-1 |

### 消防自動車等の特徴・配備台数
少なくとも1985年以前から、指揮車を除いた全車両に3桁の無線番号があり、希望番号制度を利用し救急車以外の緊急車両のナンバーを無線番号で取得していた2006年から2019年度にかけての導入車を除き、車体に大書きされている。百の位で各署所・部署、十の位もしくは一の位で車両種類を示す番号が定められている（後述）。
- 消防ポンプ車（一の位が2）:8台（内非常用《一の位が9》1台）[注釈 5]
- 水槽付消防ポンプ車（一の位が4）:1台[注釈 6]
- 化学車（一の位が3）:1台[注釈 7]
- はしご車（一の位が7）:1台[注釈 8]
- 救助工作車（一の位が8）:2台[注釈 9]
- 潜水車（一の位が9）:1台[注釈 10]
- 資機材搬送車（十の位が1）:2台[注釈 11]
- 水陸両用車（全地形対応車Ⅱ型、十の位が2）:1台（総務省消防庁無償貸与[注釈 12]）
- 水陸両用車用搬送車（十の位が1）:1台（総務省消防庁無償貸与[注釈 12]）
- 指揮車:1台
- 指令車（一の位が1）:3台
- 連絡車（一の位が1）:5台[注釈 13]
- 査察車（百の位が7）:2台
- 高規格救急車（一の位が5・6）:10台（内非常用1台）[注釈 14]
- その他（百の位が7）:2台